# Костшина (гміна Панкі)
Костшина (пол. Kostrzyna) — село в Польщі, у гміні Панки Клобуцького повіту Сілезького воєводства.
Населення — 168 осіб (2011).
У 1975-1998 роках село належало до Ченстоховського воєводства.

## Демографія
Демографічна структура станом на 31 березня 2011 року:
|          | Загалом | Допрацездатний вік | Працездатний вік | Постпрацездатний вік |
| -------- | ------- | ------------------ | ---------------- | -------------------- |
| Чоловіки | 76      | 13                 | 52               | 11                   |
| Жінки    | 92      | 23                 | 46               | 23                   |
| Разом    | 168     | 36                 | 98               | 34                   |